# Hughes (Argentinië)
Hughes is een plaats in het Argentijnse bestuurlijke gebied Gral. López in de provincie Santa Fe. De plaats telt 4.370 inwoners.